# Antonio Fabra
Antonio Fabra Ribas —en fuentes en catalán aparece como Antoni Fabra Ribas— (Reus, 6 de abril de 1879-Cambrils de Mar, 17 de enero de 1958) fue un escritor y político español de ideología socialista. 

## Biografía

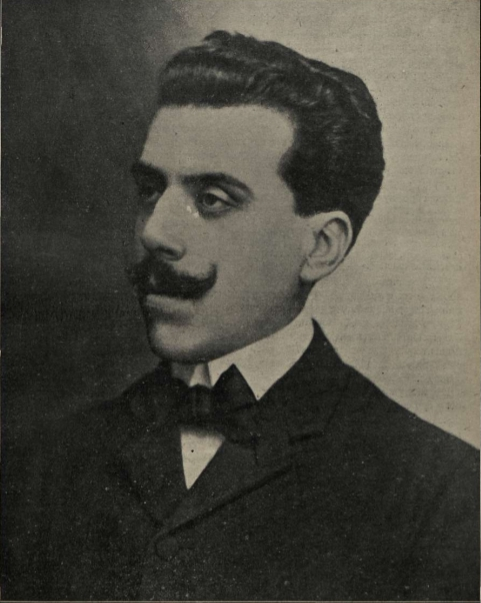
Fotografía de Fabra publicada en 1911 en Vida Socialista.

Nacido el 6 de abril de 1879 en Reus, se desplazó a Barcelona para cursar sus estudios, desarrollándolos tanto en la ciudad condal como en París. Posteriormente colaboró con La Revista Socialista de Madrid, de 1903 a 1905, bajo el seudónimo de Mario Antonio. En 1907 se unió en París con el grupo de Jean Jaurès (L'Humanité). Este mismo año asistió al Congreso celebrado en Stuttgart, como representante de la Segunda Internacional.
Un año más tarde, en 1908 regresó a Barcelona acercándose a Pablo Iglesias, al PSOE y participa como delegado en el sindicato Solidaridad Obrera; publicó el semanario La Internacional de 1908 a 1909. Intentó así mismo crear una federación catalana y balear socialista y fue uno de los participantes en activo en las protestas por la guerra de Melilla que condujo a la Semana Trágica de Barcelona.
Tras estos hechos regresó a Francia. 
De 1920 a 1931 ocupó lugares institucionales de poca relevancia. Llegada la Segunda República Española, fue elegido diputado de las Cortes republicanas en las elecciones de 1931 por la circunscripción de Albacete. También fue director general del Ministerio de Trabajo, marchando en 1931 a Suiza y en 1942 a Colombia donde trabajó en la Universidad de Cauca.
Volvió a Cataluña en 1950. Falleció en Cambrils de Mar el 17 de enero de 1958.
A lo largo de su vida escribió una docena de libros y unas memorias sobre la Semana Trágica barcelonesa.